# Płońsk (stacja kolejowa)
Płońsk – stacja kolejowa w Płońsku, w województwie mazowieckim, w Polsce. Znajdują się tu 2 perony. Dworzec wybudowany według typowego projektu stacji średniej wielkości zastosowanego również m.in. w Sierpcu.

## Ruch pasażerski
| Rok  | Wymiana pasażerska na dobę |
| ---- | -------------------------- |
| 2017 | 50-99                      |
| 2022 | 50-99                      |